# 江尻亮
江尻 亮（えじり あきら、1943年1月10日 - ）は、茨城県高萩市出身の元プロ野球選手（投手、外野手）・コーチ・監督。

## 経歴

### プロ入りまで
実家は旅館。日立一高では1年次の1958年、秋季関東大会県予選の準々決勝で結城一高からノーヒットノーランを達成。準決勝で土浦三高に敗退するが、好投手として話題になる。3年次の1960年には夏の甲子園東関東大会県予選決勝に進出するが、0-1で水戸商に惜敗。
高校卒業後は一般入試で早稲田大学2部政治経済学部に進学。最上級生であった安藤元博の後継として期待され、東京六大学野球リーグでは1年次の1961年春季リーグから登板機会を得る。しかし同年秋季リーグでは1死も取れずに5失点を喫して降板、2年次の1962年春季リーグでも3度先発のチャンスを貰うも結果を残せず、同期のエース・宮本洋二郎の後塵を拝す。同年秋季リーグは外野手として起用されるが、富山球場で行われた早慶戦に6番打者、右翼手で出場した際、6回裏の打席で右こめかみに投球を受けて失神し、病院に運ばれたが48時間にわたり昏睡状態に陥る。3年次の1963年にはリリーフ兼代打要員となり、秋季リーグには全て負け試合のリリーフながら4試合に登板して無失点に抑えた。石井連藏監督の厳しい練習に耐えかねて何度か部を抜け出そうとしたこともあったが、4年次の1964年には新任の石井藤吉郎監督に投手専任を申し出て認められた。春季リーグの明大戦で6イニングのロングリリーフを無失点に抑えて初勝利を挙げると、続く東大戦も4イニングを無失点に抑え、先発を任された法大戦では5安打に抑え込んで初完封勝利を達成。勝ち越せば7季ぶりの優勝が決まる早慶戦1回戦では7回裏に代打に起用されて同点に繋がる二塁打を放つと、そのまま8回表からはマウンドに上がって延長13回表までの6イニングを無失点に抑えてサヨナラ勝利に導くなど貢献。6月の大学日本選手権では決勝で駒大に敗れて準優勝に終わる。秋季リーグでは東大戦で6イニングのロングリリーフを無失点に抑えると、翌日の東大戦では先発して7回を無失点に抑え、3シーズンに跨がる無失点記録が杉浦忠の持つ六大学記録の45イニングに迫る42イニング2/3まで伸びて注目を集める。大記録のかかった立大戦1回戦では球場入りしてから先発を告げられ、試合は1回表・2回表と走者を出しながら無失点に抑える。2回裏に同期で右翼手の直江輝昭（住友金属）が先制本塁打で援護し、3回表を無失点に抑えて大記録を更新。4回表も無失点に抑えたが、5回表2死から立大の渡辺が打ち上げた大飛球を右翼の直江がダイビングキャッチを試みるもフェンスに激突して負傷してしまい、ランニング本塁打になって46回2/3で記録はストップ。江尻の記録更新に貢献しようとした直江は立ち上がれず、神宮の場内に初めて救急車が入り、信濃町の慶大病院に搬送される事態となった。3季にわたり46回2/3連続無失点のリーグ記録を樹立し、この記録は1988年に志村亮が更新するまで24年間も六大学記録であった。2季連続で最優秀防御率にも輝いており、特に春季リーグは0.00という驚異的な記録を残しており、2008年秋季リーグに野村祐輔が達成するまで44年間も達成する者がいない大記録であった。リーグ通算23試合登板、7勝6敗、防御率1.97。大学同期には宮本の他、石山建一がいた。

### 現役時代
1965年に大洋ホエールズへ入団。本格派左腕として期待されるが、打者としての評価も高く、投打「二刀流」で1年目はプレーすることになる。打者としては4月11日の国鉄戦（川崎）に伊藤勲の代打で初出場を果たし、投手としては5月8日の巨人戦（川崎）に秋山登・佐々木吉郎に続く3番手で初登板。6月24日の巨人戦（川崎）では小野正一・新治伸治の3番手でマウンドに上がったが、4番の王貞治に満塁本塁打を浴びるなど成績は低迷。その後は二軍落ちし、ジュニアオールスターゲームに出場。一軍復帰後は9月12日の中日戦（中日）に近藤昭仁の代打で出場し、水谷寿伸から初安打を放つ。シーズン終盤の2試合に右翼手として偵察要員に代わり先発出場し、初めて先発した10月21日の中日戦（中日）では小川健太郎から初本塁打を放つ。この時の試合は、2回表に江尻の2ラン本塁打で先制するも、4回裏に権藤博のタイムリー二塁打で同点、5回裏に竹中惇のソロ本塁打、6回裏にも2点を追加され苦しい展開になり、最後の9回表になって桑田武の2ラン本塁打が出て1点差に追い詰めたもののここまで4-5で敗れている。10月27日に行われた最終戦のサンケイ戦（川崎）では石戸四六と投げ合うが、根来広光・小淵泰輔・別部捷夫に3本塁打を喫して敗戦。
1966年は主に右翼手として56試合に先発し、209打席に立って打率.309を記録したが、投手としては5試合に中継ぎとして登板するが好結果は残せなかった。
1967年からは打者に専念し、開幕から2番打者として起用されると、ライナー性の二塁打が多いシュアな打者として頭角を表す。
1968年には初めて規定打席に到達すると（23位、打率.248）、1969年には中堅手にコンバートされて5番打者を任され、リーグ9位の打率.283と自己最多の18本塁打を記録して5年ぶりのAクラス入りに貢献。
1970年からは再び右翼手に戻り、松原誠と打順を入れ替え、開幕から4番打者として出場。オールスターにも初めて選出されたほか、自身初のタイトルとなるベストナイン（外野手）を獲得。1971年には強肩を活かし自己最高の15補殺を記録した。
1972年からはジョン・シピン・江藤慎一・クリート・ボイヤーなど強打者の加入で1～2番打者で起用されるようになる。
1973年には自己最高でリーグ5位の打率.291を記録して2度目のベストナインを獲得。
1974年6月9日の阪神戦（甲子園）で通算1000試合出場を達成する。
1975年4月11日のヤクルト戦（川崎）で浅野啓司から100本塁打を放つ。この試合では4-1とリードして迎えた6回裏に江尻が浅野からソロ本塁打、さらに中塚政幸の2ラン本塁打も重なりこの回3点を追加し、投げては先発の竹内広明が7四死球を出しながらも4安打1失点に抑え完投、8-1で勝ち星を挙げている。5月21日の中日戦（川崎）で星野仙一から1000本安打を記録し、大卒でプロ入り後に打者に転向して1000本安打を達成した数少ない一人となった。9月18日の広島戦（川崎）では外木場義郎のノーヒットノーラン達成をシーズン7号本塁打で阻止し、その試合で唯一の安打となっている。同年オフの11月8日には「東京六大学野球連盟結成50周年記念試合プロOB紅白戦」メンバーに選出され、早大の先輩である荒川博監督率いる白軍の選手として出場。
大学時代に学んだ運動機能学を応用したという無駄な力が入らない安定感あるスイング、勝負強い打撃でベストテンに何度もランクインし、外野守備も運動機能学に立脚したもので守備範囲が広く、リーグ屈指の強肩で活躍。遠投は120メートル近く、コントロールも良く、練習では三塁にバットを立て、ライトから投げてワンバウンドで当てる練習をしていたこともあった。
1977年8月7日の巨人戦（川崎）で加藤初の投じた2球目が右こめかみに直撃。意識不明のまま病院に搬送され、36時間にわたり昏睡状態に陥る。右の額に重傷を負ってしまい、整復手術を受ける程であった。この日以降先発出場は2試合のみとなり、引退にこそいたらなかったが、怪我による後遺症が残る。
1978年からは高木嘉一に定位置を奪われ、代打での起用が主になる。6月11日の巨人戦（横浜）では因縁の相手である加藤が先発として投げていたが、別当薫監督は「このまま現役を止めたのでは踏ん切りがつかないだろう。もう一度加藤と勝負して人生のケリをつけてこい」とハッパをかけられ、この言葉に奮起して3回裏に右翼席へ本塁打を叩き込んだ。この試合はヤクルトを含めた在京3球団の首位をめぐっての前半戦の山場となる一戦で、巨人3点リードの3回に別当が先発の田村政雄から後を継いだ2番手の大川浩に代えて送ったものであった。江尻は代打でもそれなりの結果を残していたが、レギュラーの頃に比べて燃えるものが無くなっていた時に因縁の加藤と対戦。表情を変えないポーカーフェイスで“鉄火面”とも呼ばれていた加藤も顔色が変わったが、江尻はその動揺とは対照的に落ち着き払い、一度顔面に死球を受けた打者は恐怖心から打席で踏み込めなくなるといわれるが、内角のボールも踏み込んでお返しの本塁打とした。7月4日のヤクルト戦（横浜）では3-1とリードしていた7回表に杉浦亨のソロ本塁打で1点差に追い上げられたその裏、2死後に高木の二塁打、松原の敬遠四球で一、二塁となったところで代打に起用され、ここで代わった倉田誠から右翼への3ラン本塁打を放つ。8回途中まで好投の先発・高橋重行から平松政次へのリレーで6-2とヤクルトを振り切り、チームは勝利。この試合で敗れた首位・ヤクルトの連勝は5でストップし、チームは首位とのゲーム差を3とした。このダメ押し3ラン本塁打が現役最後の本塁打となるが、1500試合出場まであと15試合に迫っており、シーズン終了後は打撃コーチ就任を打診されたが、せめて選手兼任コーチをと希望。球団も記録間近なことで再検討した矢先、大洋の入団テストで1次試験に合格した高校生を見て現役を退くことを決めた。その高校生は、15年前に江尻が早大から大洋に入団する際に、新聞社の取材で写真撮影の時に一緒に写った知り合いの3歳の男の子であった。入団時にまだ幼児であった子が、プロの世界に挑戦しようという時代になったことで、江尻は潔く選手生活を終えることを決めた。10月10日の広島戦（広島市民）で高橋の代打に起用されたのが最終出場となり、最後の安打と打点も記録している。同年引退。

### 引退後
引退後も大洋→横浜で一軍打撃コーチ（1980年 - 1981年）、二軍打撃コーチ（1982年 - 1984年）、二軍監督（1985年 - 1986年）、スカウト（1987年 - 1989年）、ヘッドコーチ（1990年 - 1992年）、監督（1992年）、編成担当（1993年 - 1994年）を歴任。
スカウト時代は進藤達哉・石井琢朗など他球団がノーマークであった後年の名選手を発掘し、ドラフト外で入団させている。
1992年のシーズン途中、須藤豊監督の休養により5月3日に監督代行に就任し、その後須藤が退団したことで5月23日に正式に監督となった。就任後は先発で起用されていた盛田幸妃と不振に陥っていた欠端光則を中継ぎへ転向させ、1990年から抑えに転向していた遠藤一彦を先発に再転向させるなど投手陣の建て直しを図った。中継ぎとしての適性を十二分に発揮した盛田は、大車輪の活躍でリリーフながら最優秀防御率を受賞し、1990年代中盤のベイスターズを支える盛田と佐々木主浩のダブルストッパーが誕生する。また、野手陣も自身がスカウト時代に獲得した石井・進藤を積極的に起用。投手から野手に転向した直後で、守備に不安はあるものの強肩・俊足とシュアな打撃が売り物であった石井は三塁手で起用され、シーズン後半には清水義之から定位置を奪う活躍を見せる。捕手は秋元宏作を起用し、谷繁元信は「僕も全く打てていませんでしたからそれは仕方がない。ただと同時にこのままではダメだとと。プロ野球界という世界に心底向き合って取り組まなければいけないと思う始めたのはそこからですね。」と述べている。最終的には5位に終わったが、優勝したヤクルトに勝ち越すなど健闘し、勝率5割で乗り切ったため、「翌年も引き続き江尻監督に指揮を」という声もあったものの、辞退して退任した。1992年のオフにチームが「横浜ベイスターズ」に改称したため、「横浜大洋ホエールズ」最後の監督となった。
1993年には親会社であるマルハのキューバ担当者2名と共にキューバを訪問し、スポーツ庁の担当者と会った。
1995年、早大の先輩である広岡達朗ゼネラルマネージャーの誘いを受け、千葉ロッテマリーンズ二軍ヘッドコーチに就任。シーズン途中に一軍ヘッドコーチへ昇格し、10年ぶりのAクラス入りとなる2位躍進に貢献。
1996年からはボビー・バレンタイン監督の解任に伴い監督に就任。就任直後のファン感謝デーではボビー・バレンタインのファンに、「広岡リモコン江尻。」という屈辱的な垂れ幕を掲げられる一幕があった。シーズン開幕戦では開幕投手に園川一美を抜擢したが、対戦相手のダイエーホークスの王貞治監督から「開幕投手にも格があるだろう。」と批判された。前年2位のチームは低迷し、江尻自身もシーズン中に体調を崩し途中休養した時期があった。順位は5位に終わり、シーズン終了後、成績不振の引責や、自分を招聘した広岡GMの解任もあり、僅か1年で辞任。
辞任後は1997年からロッテの編成部長に就任し、2001年退団。
ロッテ退団後はサンディエゴ・パドレス極東地区担当スカウトを経て、2006年から2020年までは横浜スタジアムの室内練習場で開催されている「ジャパンアスレチックアカデミー」のチーフインストラクターを務めた 。

## エピソード
- 現役時代から詩作と読書が趣味で、詩人のポール・ヴェルレーヌを愛していた。同人誌に短歌を発表していたこともあったほか、「柏人[16]」という俳号で俳句にも造詣が深かった。
- コーチ時代には「選手に知識を付けさせるために」と合宿所に図書室を作ったり、若手選手に作文を書かせたこともあった。
- 現役時代から独身を貫いていたものの、二軍監督に就任した1985年には15歳以上も年下の女性と結婚し、話題となる。

## 詳細情報

### 年度別投手成績
| 年 度    | 球 団    | 登 板 | 先 発 | 完 投 | 完 封 | 無 四 球 | 勝 利 | 敗 戦 | セ 丨 ブ | ホ 丨 ル ド | 勝 率 | 打 者 | 投 球 回 | 被 安 打 | 被 本 塁 打 | 与 四 球 | 敬 遠 | 与 死 球 | 奪 三 振 | 暴 投 | ボ 丨 ク | 失 点 | 自 責 点 | 防 御 率 | W H I P |
| -------- | -------- | ----- | ----- | ----- | ----- | -------- | ----- | ----- | -------- | ----------- | ----- | ----- | -------- | -------- | ----------- | -------- | ----- | -------- | -------- | ----- | -------- | ----- | -------- | -------- | ------- |
| 1965     | 大洋     | 5     | 1     | 0     | 0     | 0        | 0     | 1     | --       | --          | ----  | 48    | 11.1     | 10       | 4           | 3        | 0     | 0        | 6        | 1     | 0        | 5     | 4        | 3.27     | 1.15    |
| 1966     | 大洋     | 5     | 0     | 0     | 0     | 0        | 0     | 0     | --       | --          | ----  | 30    | 6.1      | 9        | 1           | 1        | 0     | 0        | 1        | 0     | 0        | 4     | 3        | 4.50     | 1.58    |
| 通算:2年 | 通算:2年 | 10    | 1     | 0     | 0     | 0        | 0     | 1     | --       | --          | ----  | 78    | 17.2     | 19       | 5           | 4        | 0     | 0        | 7        | 1     | 0        | 9     | 7        | 3.50     | 1.3     |

### 年度別打撃成績
| 年 度     | 球 団     | 試 合 | 打 席 | 打 数 | 得 点 | 安 打 | 二 塁 打 | 三 塁 打 | 本 塁 打 | 塁 打 | 打 点 | 盗 塁 | 盗 塁 死 | 犠 打 | 犠 飛 | 四 球 | 敬 遠 | 死 球 | 三 振 | 併 殺 打 | 打 率 | 出 塁 率 | 長 打 率 | O P S |
| --------- | --------- | ----- | ----- | ----- | ----- | ----- | -------- | -------- | -------- | ----- | ----- | ----- | -------- | ----- | ----- | ----- | ----- | ----- | ----- | -------- | ----- | -------- | -------- | ----- |
| 1965      | 大洋      | 27    | 27    | 25    | 5     | 7     | 0        | 0        | 1        | 10    | 3     | 0     | 1        | 0     | 0     | 2     | 0     | 0     | 5     | 0        | .280  | .333     | .400     | .733  |
| 1966      | 大洋      | 71    | 209   | 201   | 24    | 61    | 18       | 2        | 4        | 95    | 16    | 0     | 1        | 1     | 0     | 4     | 1     | 3     | 22    | 2        | .303  | .327     | .473     | .800  |
| 1967      | 大洋      | 117   | 316   | 297   | 36    | 73    | 11       | 4        | 7        | 113   | 21    | 4     | 5        | 2     | 1     | 10    | 0     | 6     | 22    | 7        | .246  | .283     | .380     | .664  |
| 1968      | 大洋      | 127   | 463   | 435   | 56    | 108   | 20       | 7        | 14       | 184   | 44    | 10    | 10       | 6     | 0     | 19    | 0     | 3     | 52    | 3        | .248  | .284     | .423     | .707  |
| 1969      | 大洋      | 113   | 411   | 382   | 53    | 108   | 17       | 2        | 18       | 183   | 43    | 5     | 6        | 5     | 1     | 16    | 3     | 7     | 60    | 5        | .283  | .323     | .479     | .802  |
| 1970      | 大洋      | 128   | 497   | 458   | 53    | 124   | 23       | 3        | 11       | 186   | 51    | 13    | 6        | 12    | 1     | 24    | 2     | 2     | 40    | 8        | .271  | .309     | .406     | .715  |
| 1971      | 大洋      | 127   | 505   | 464   | 49    | 130   | 14       | 3        | 6        | 168   | 31    | 17    | 3        | 1     | 2     | 32    | 1     | 5     | 38    | 9        | .280  | .332     | .362     | .694  |
| 1972      | 大洋      | 127   | 468   | 423   | 57    | 112   | 18       | 4        | 12       | 174   | 39    | 11    | 8        | 1     | 3     | 38    | 6     | 3     | 47    | 7        | .265  | .328     | .411     | .739  |
| 1973      | 大洋      | 122   | 474   | 433   | 54    | 126   | 18       | 1        | 15       | 191   | 44    | 8     | 3        | 1     | 5     | 27    | 0     | 8     | 41    | 8        | .291  | .340     | .441     | .781  |
| 1974      | 大洋      | 120   | 464   | 426   | 54    | 120   | 9        | 4        | 10       | 167   | 37    | 4     | 2        | 5     | 1     | 29    | 0     | 3     | 34    | 6        | .282  | .331     | .392     | .723  |
| 1975      | 大洋      | 123   | 474   | 430   | 48    | 119   | 12       | 2        | 7        | 156   | 36    | 6     | 4        | 14    | 3     | 22    | 3     | 5     | 30    | 8        | .277  | .317     | .363     | .680  |
| 1976      | 大洋      | 114   | 381   | 360   | 38    | 90    | 13       | 1        | 8        | 129   | 33    | 3     | 1        | 0     | 1     | 18    | 0     | 2     | 31    | 11       | .250  | .289     | .358     | .647  |
| 1977      | 大洋      | 68    | 190   | 166   | 19    | 44    | 10       | 1        | 1        | 59    | 21    | 1     | 1        | 0     | 5     | 16    | 2     | 3     | 11    | 2        | .265  | .332     | .355     | .687  |
| 1978      | 大洋      | 59    | 69    | 61    | 4     | 16    | 2        | 0        | 2        | 24    | 13    | 0     | 0        | 0     | 1     | 7     | 1     | 0     | 11    | 0        | .262  | .333     | .393     | .727  |
| 1979      | 大洋      | 42    | 45    | 42    | 1     | 11    | 1        | 0        | 0        | 12    | 4     | 0     | 0        | 0     | 0     | 3     | 0     | 0     | 5     | 2        | .262  | .311     | .286     | .597  |
| 通算:15年 | 通算:15年 | 1485  | 4993  | 4603  | 551   | 1249  | 186      | 34       | 116      | 1851  | 436   | 82    | 51       | 48    | 24    | 267   | 19    | 50    | 449   | 78       | .271  | .317     | .402     | .719  |

### 年度別監督成績
| 年度      | 球団      | 順位       | 試合 | 勝利 | 敗戦 | 引分 | 勝率 | ゲーム差 | チーム 打率 | チーム 防御率 | 年齢 |
| --------- | --------- | ---------- | ---- | ---- | ---- | ---- | ---- | -------- | ----------- | ------------- | ---- |
| 1992年    | 大洋      | 5位 （※1） | 109  | 54   | 54   | 1    | .500 | 8.0      | .249        | 3.75          | 49歳 |
| 1996年    | ロッテ    | 5位 （※2） | 128  | 60   | 65   | 3    | .480 | 15.5     | .252        | 3.68          | 53歳 |
| 通算：2年 | 通算：2年 | 通算：2年  | 237  | 114  | 119  | 4    | .489 |          |             |               |      |

- ※1　5月3日から閉幕まで
- ※2　開幕から8月22日、8月30日から閉幕まで

### 表彰
- ベストナイン：2回 （1970年、1973年）

### 記録
節目の記録
- 1000試合出場：1974年6月9日 ※史上173人目

その他の記録
- オールスターゲーム出場：2回 （1970年、1973年）

### 背番号
- 19 （1965年 - 1979年）
- 91 （1980年 - 1986年、1990年 - 1992年）
- 90 （1995年 - 1996年）